# Paul Taffanel

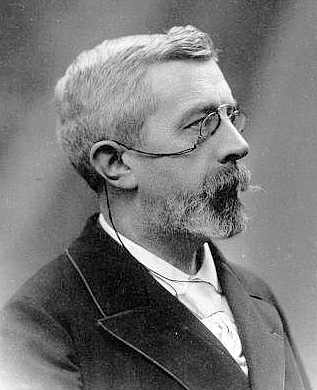
Paul Taffanel

Claude Paul Taffanel (* 16. September 1844 in Bordeaux; † 22. November 1908 in Paris) war ein französischer Flötist und Komponist.

## Leben
Taffanels Vater, der ihn zuerst unterrichtete, war Musiklehrer in Bordeaux. Bereits im Alter von 10 Jahren trat Paul in La Rochelle, wo sein Vater Kapellmeister war, öffentlich auf. Mit 14 wurde er in Paris Schüler von Louis Dorus, der die Böhmflöte in Frankreich einführte. Schon während des Studiums am Konservatorium – wo er nach einigen Monaten bereits einen Premier Prix erhielt – wurde er Flötist zunächst an der Pariser Opéra-Comique (1862–1864), später dann an der Großen Oper; dort wirkte er seit 1871 als Soloflötist. Zugleich war er Erster Flötist im Orchester der Konservatoriumsgesellschaft.
Zur Förderung des Blasinstrumentenspiels gründete er 1879 die Sociéte des Instruments à Vent, mit der er viele neue Kompositionen anregte (so etwa die Petite Symphonie von Charles Gounod). Taffanel konzertierte auch in Deutschland, England und Russland. 1893 wurde er Dirigent an der Pariser Oper, im gleichen Jahr erhielt er als Nachfolger von Joseph-Henri Altès eine Professur für Flöte am Pariser Conservatoire.

## Werke
Andante Pastorale et Scherzettino (1907)

Anhörenⓘ
Taffanel komponierte vor allem Werke für Flöte und Klavier (u. a. Opernfantasien, Andante Pastorale et Scherzettino). Auch heute begegnet man zuweilen noch seinem spätromantischen Bläserquintett (1876).

## Bedeutung
Taffanel kann als Vater der neuzeitlichen französischen Schule des Flötenspiels angesehen werden. Viele ab etwa 1870 entstandene französische Flötenkompositionen sind ihm gewidmet. Zu seinen zahlreichen Schülern gehörte auch Philippe Gaubert, mit dem gemeinsam er die Flötenschule Méthode complète de flûte verfasste. Sein Schüler Georges Barrère schrieb über ihn: 

„Ich bin sicher (…), dass Taffanel nicht nur der beste Flötist der Welt war, sondern dass auch Zweifel erlaubt sein dürfen, ob je wieder ein Flötist seinen Platz wird einnehmen können. Die Schönheit und Fülle seines Tones und seine präzise Fingertechnik waren nur ein geringer Teil seiner Eigenschaften als Flötenspieler. Seine Musikalität, seine musikalische Ausstrahlung, insbesondere seine Stilsicherheit waren in höchsten Maße inspirierend.“